# Finestret
Finestret  est une commune française située dans le centre du département des Pyrénées-Orientales, en région Occitanie. Sur le plan historique et culturel, la commune est dans le pays de Conflent, correspondant à l'ensemble des vallées pyrénéennes qui « confluent » avec le lit creusé par la Têt entre Mont-Louis et Rodès.
Exposée à un climat océanique altéré, elle est drainée par la Lentillà, la rivière de Rigarda et par divers autres petits cours d'eau. La commune possède un patrimoine naturel remarquable composé de deux zones naturelles d'intérêt écologique, faunistique et floristique.
Finestret est une commune rurale qui compte 201 habitants en 2022, après avoir connu un pic de population de 654 habitants en 1841. Elle est dans l'unité urbaine de Vinça et fait partie de l'aire d'attraction de Perpignan. Ses habitants sont appelés les Finestretois ou  Finestretoises.

## Géographie

### Localisation

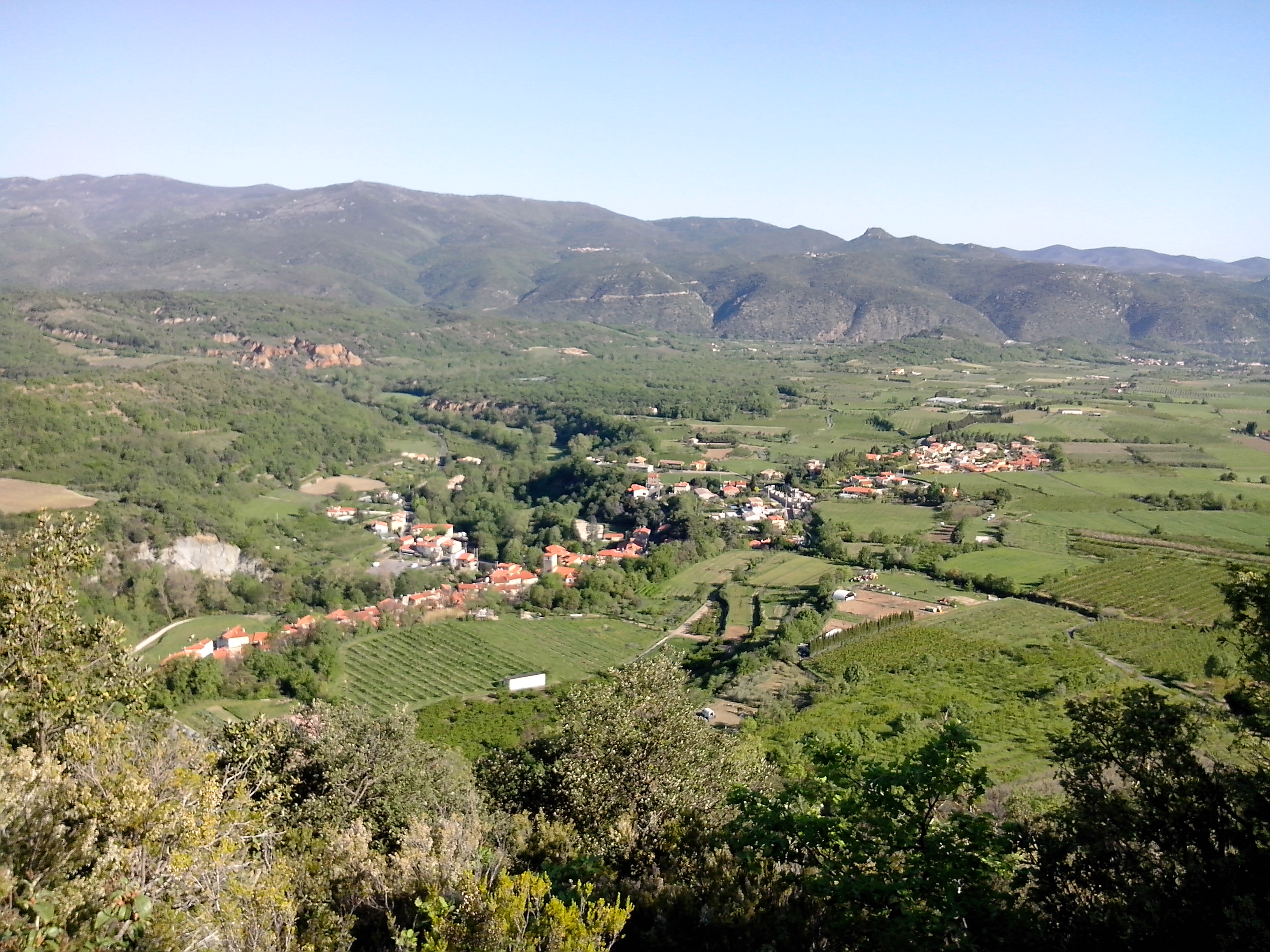
Finestret village, vue vers le nord.

La commune de Finestret se trouve dans le département des Pyrénées-Orientales, en région Occitanie.
Elle se situe à 33 km à vol d'oiseau de Perpignan, préfecture du département, à 7 km de Prades, sous-préfecture, et à 20 km d'Amélie-les-Bains-Palalda, bureau centralisateur du canton du Canigou dont dépend la commune depuis 2015 pour les élections départementales.
La commune fait en outre partie du bassin de vie de Prades.
Les communes les plus proches sont : 
Espira-de-Conflent (1,1 km), Joch (1,2 km), Rigarda (2,1 km), Estoher (2,7 km), Vinça (3,5 km), Marquixanes (3,5 km), Los Masos (4,1 km), Glorianes (4,5 km).
Sur le plan historique et culturel, Finestret fait partie de la région de Conflent, héritière de l'ancien comté de Conflent et de la viguerie de Conflent. Ce pays correspond à l'ensemble des vallées pyrénéennes qui « confluent » avec le lit creusé par la Têt entre Mont-Louis, porte de la Cerdagne, et Rodès, aux abords de la plaine du Roussillon.
|                              | Vinça       |           |
| Espira-de-Conflent           | Finestret   | Joch      |
| Estoher (par un quadripoint) | Baillestavy | Glorianes |

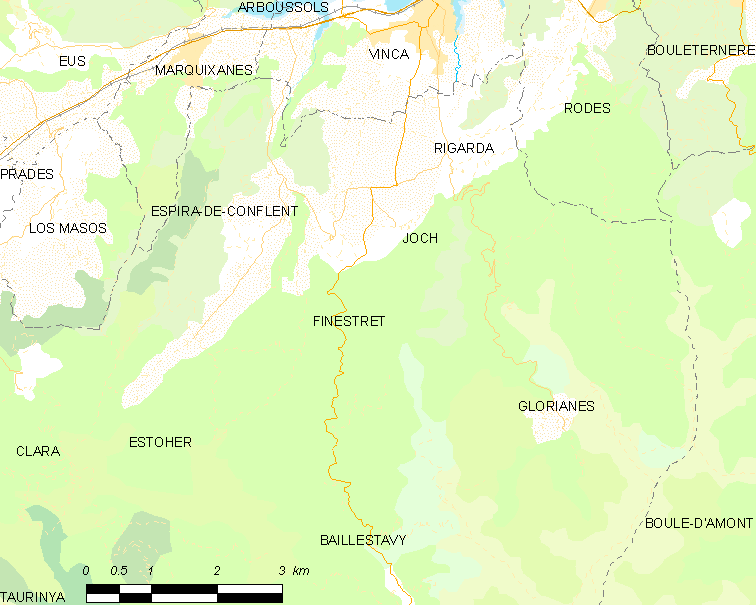
Situation de la commune.

C'est sur le territoire de la commune que se trouve le centre géographique des Pyrénées-Orientales, à proximité du Puig des Feixes (42° 36′ N, 2° 31,2′ E).

### Géologie et relief
La commune est classée en zone de sismicité 3, correspondant à une sismicité modérée.

### Climat
Pour des articles plus généraux, voir Climat de l'Occitanie et Climat des Pyrénées-Orientales.
En 2010, le climat de la commune est de type climat méditerranéen altéré, selon une étude du CNRS s'appuyant sur une série de données couvrant la période 1971-2000. En 2020, Météo-France publie une typologie des climats de la France métropolitaine dans laquelle la commune est exposée à un climat de montagne ou de marges de montagne et est dans la région climatique Pyrénées orientales, caractérisée par une faible pluviométrie, un très bon ensoleillement (2 600 h/an), un air sec, particulièrement en hiver et peu de brouillards.
Pour la période 1971-2000, la température annuelle moyenne est de 13,6 °C, avec une amplitude thermique annuelle de 14,9 °C. Le cumul annuel moyen de précipitations est de 795 mm, avec 5,7 jours de précipitations en janvier et 4 jours en juillet. Pour la période 1991-2020, la température moyenne annuelle observée sur la station météorologique la plus proche, située sur la commune d'Eus à 5 km à vol d'oiseau, est de 13,6 °C et le cumul annuel moyen de précipitations est de 539,8 mm,. Pour l'avenir, les paramètres climatiques de la commune estimés pour 2050 selon différents scénarios d’émission de gaz à effet de serre sont consultables sur un site dédié publié par Météo-France en novembre 2022.

### Milieux naturels et biodiversité

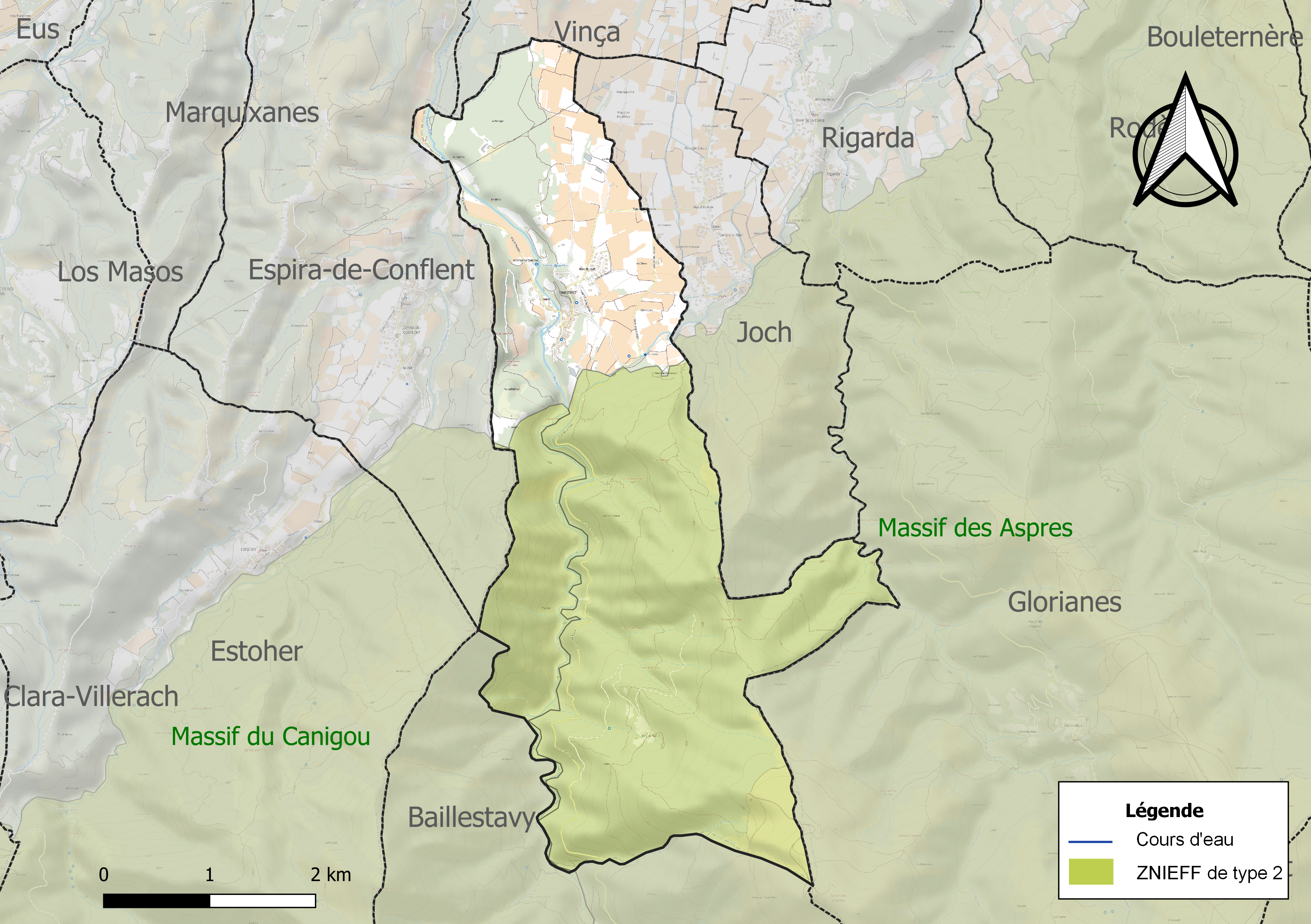
Carte des ZNIEFF de type 2 localisées sur la commune.

L’inventaire des zones naturelles d'intérêt écologique, faunistique et floristique (ZNIEFF) a pour objectif de réaliser une couverture des zones les plus intéressantes sur le plan écologique, essentiellement dans la perspective d’améliorer la connaissance du patrimoine naturel national et de fournir aux différents décideurs un outil d’aide à la prise en compte de l’environnement dans l’aménagement du territoire.
Deux ZNIEFF de type 2 sont recensées sur la commune :
- le « massif des Aspres » (28 819 ha), couvrant 37 communes du département[16] ;
- le « massif du Canigou » (19 263 ha), couvrant 15 communes du département[17].

## Urbanisme

### Typologie
Au 1er janvier 2024, Finestret est catégorisée commune rurale à habitat dispersé, selon la nouvelle grille communale de densité à sept niveaux définie par l'Insee en 2022.
Elle appartient à l'unité urbaine de Vinça, une agglomération intra-départementale regroupant quatre  communes, dont elle est une commune de la banlieue,,. Par ailleurs la commune fait partie de l'aire d'attraction de Perpignan, dont elle est une commune de la couronne,. Cette aire, qui regroupe 118 communes, est catégorisée dans les aires de 200 000 à moins de 700 000 habitants,.

### Occupation des sols
L'occupation des sols de la commune, telle qu'elle ressort de la base de données européenne d’occupation biophysique des sols Corine Land Cover (CLC), est marquée par l'importance des forêts et milieux semi-naturels (77 % en 2018), une proportion identique à celle de 1990 (77 %). La répartition détaillée en 2018 est la suivante : 
forêts (63,4 %), milieux à végétation arbustive et/ou herbacée (13,6 %), zones agricoles hétérogènes (12,4 %), cultures permanentes (10,6 %). L'évolution de l’occupation des sols de la commune et de ses infrastructures peut être observée sur les différentes représentations cartographiques du territoire : la carte de Cassini (XVIIIe siècle), la carte d'état-major (1820-1866) et les cartes ou photos aériennes de l'IGN pour la période actuelle (1950 à aujourd'hui).

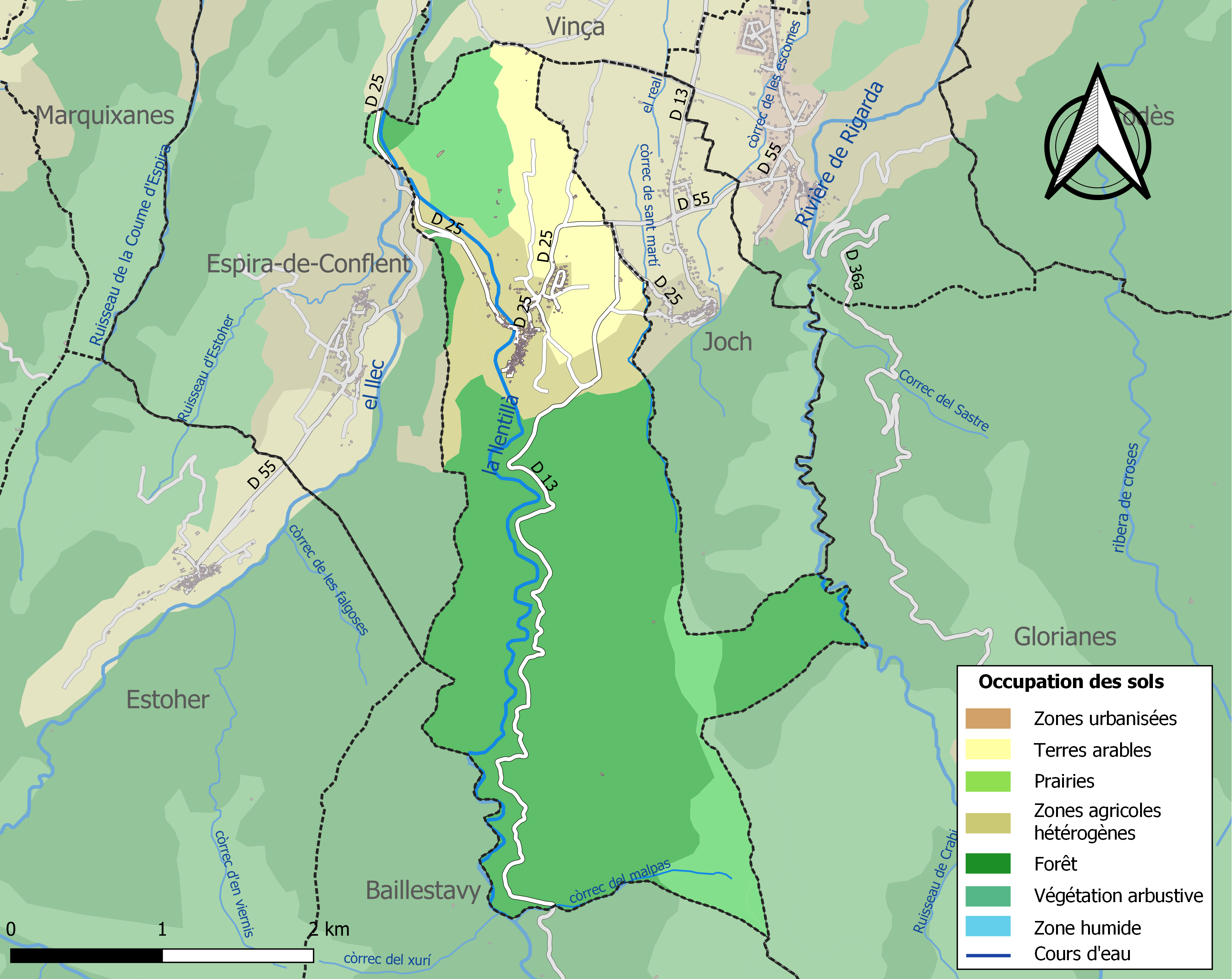
Carte des infrastructures et de l'occupation des sols de la commune en 2018 (CLC).

### Risques majeurs
Le territoire de la commune de Finestret est vulnérable à différents aléas naturels : inondations, climatiques (grand froid ou canicule), feux de forêts, mouvements de terrains et séisme (sismicité modérée). Il est également exposé à un risque particulier, le risque radon,.

#### Risques naturels
Certaines parties du territoire communal sont susceptibles d’être affectées par le risque d’inondation par crue torrentielle de cours d'eau du bassin de la Têt.
Les mouvements de terrains susceptibles de se produire sur la commune sont soit des mouvements liés au retrait-gonflement des argiles, soit des glissements de terrains, soit des chutes de blocs. Une cartographie nationale de l'aléa retrait-gonflement des argiles permet de connaître les sols argileux ou marneux susceptibles vis-à-vis de ce phénomène.

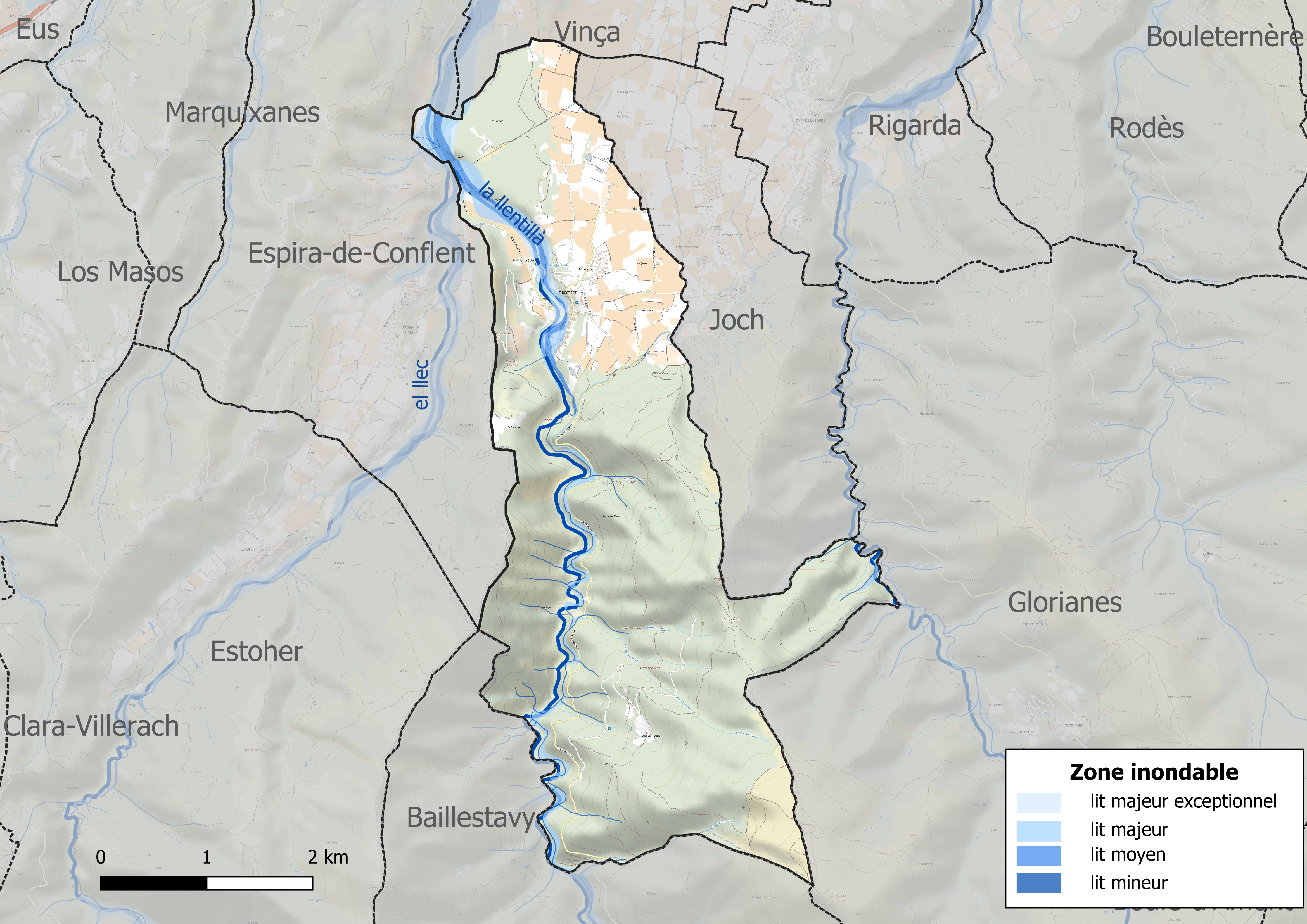
Carte des zones inondables.
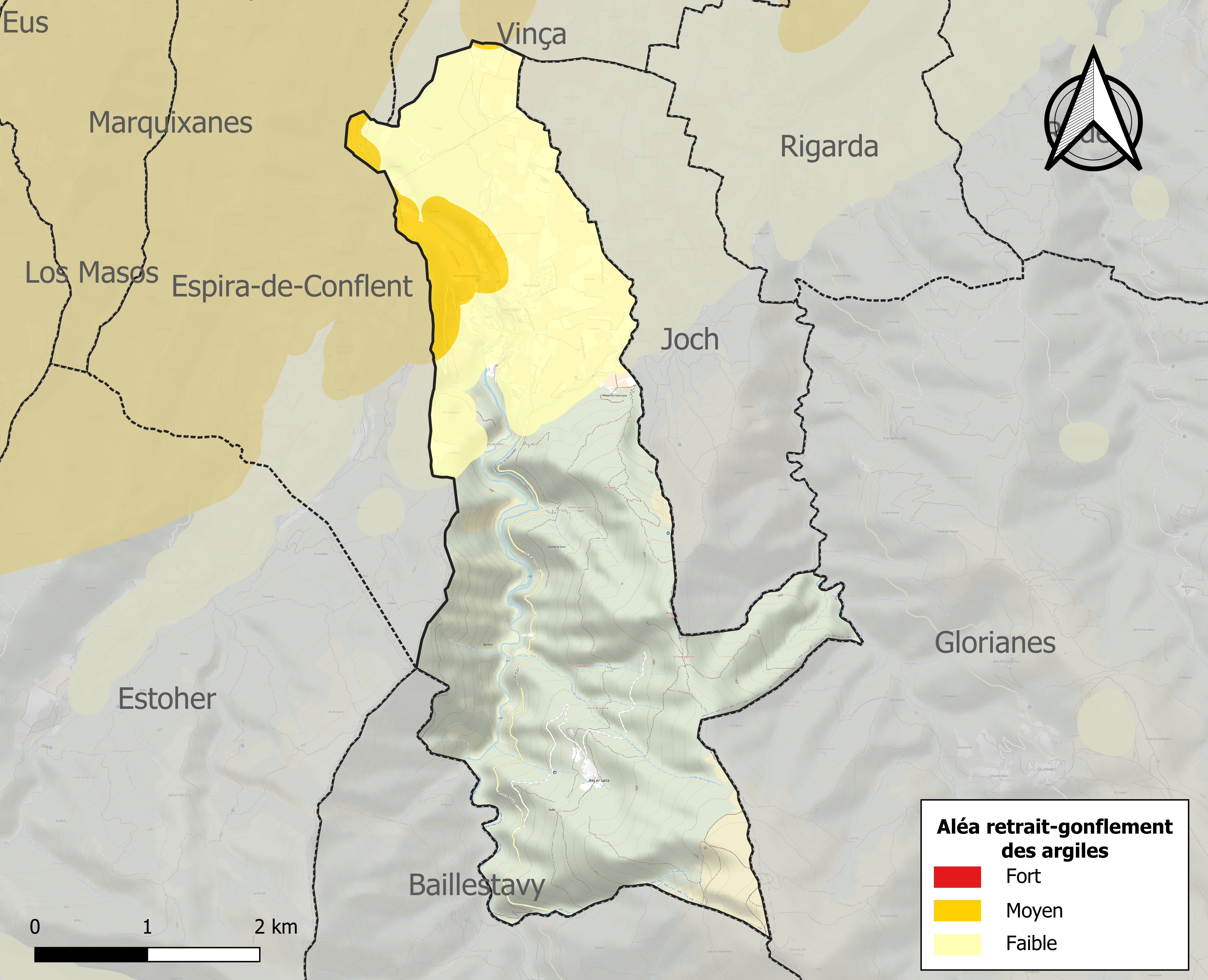
Carte des zones d'aléa retrait-gonflement des argiles.

#### Risque particulier
Dans plusieurs parties du territoire national, le radon, accumulé dans certains logements ou autres locaux, peut constituer une source significative d’exposition de la population aux rayonnements ionisants. Toutes les communes du département sont concernées par le risque radon à un niveau plus ou moins élevé. Selon la classification de 2018, la commune de Finestret est classée en zone 2, à savoir zone à potentiel radon faible mais sur lesquelles des facteurs géologiques particuliers peuvent faciliter le transfert du radon vers les bâtiments.

## Toponymie
Le nom de la commune, en catalan comme en français, est Finestret.

## Politique et administration

### Liste des maires
| Période   | Période   | Identité            | Étiquette | Qualité |
| --------- | --------- | ------------------- | --------- | ------- |
| 1790      | 1792      | Jacques Morer       |           |         |
| 1792      | 1793      | Joseph Carbonell    |           |         |
| 1793      | 1793      | Michel Taix         |           |         |
| 1793      | 1796      | Vincent Graule      |           |         |
| 1796      | 1797      | Michel Taix         |           |         |
| 1797      | 1799      | Paul Ribes          |           |         |
| 1799      | 1800      | Jacques Vilar       |           |         |
| 1800      | 1800      | Joseph Maynaut      |           |         |
| 1800      | 1809      | Jacques Morer       |           |         |
| 1809      | 1815      | Gaudérique Vilar    |           |         |
| 1815      | 1822      | Joseph Patau        |           |         |
| 1822      | 1823      | Gaudérique Vilar    |           |         |
| 1823      | 1832      | Joseph Patau        |           |         |
| 1833      | 1833      | François Noell      |           |         |
| 1833      | 1835      | Pierre Rius Rustany |           |         |
| 1835      | 1836      | Michel Dorandeu     |           |         |
| 1836      | 1840      | Pierre Rius Felip   |           |         |
| 1840      | 1846      | Gaudérique Vilar    |           |         |
| 1846      | 1848      | Eloi Delclos        |           |         |
| 1848      | 1850      | François Noell      |           |         |
| 1850      | 1869      | Jean Vilar          |           |         |
| 1869      | 1878      | Augustin Graule     |           |         |
| 1879      | 1881      | Pierre Rius Delclos |           |         |
| 1881      | 1887      | Pierre Rius Durand  |           |         |
| 1888      | 1891      | Eugène Marty        |           |         |
| 1892      | 1896      | Urbain de Tixedor   |           |         |
| 1896      | 1897      | François Graule     |           |         |
| 1898      | 1906      | Eugène Ginestou     |           |         |
| 1906      | 1910      | Michel Pagès        |           |         |
| 1910      | 1912      | Jacques Delpont     |           |         |
| 1912      | 1913      | Pierre Garcias      |           |         |
| 1914      | 1919      | Jacques Delpont     |           |         |
| 1919      | 1921      | Henri Garrique      |           |         |
| 1921      | 1935      | François Grange     |           |         |
| 1935      | 1935      | Jean Costaseca      |           |         |
| 1935      | 1941      | Paul Sirer          |           |         |
| 1941      | 1944      | Paul Dangréau       |           |         |
| 1944      | 1953      | François Grange     |           |         |
| 1953      | 1971      | Joseph Borret       |           |         |
| 1971      | 2001      | Jean-Paul Durand    |           |         |
| mars 2001 | mars 2014 | Roger Graule        |           |         |
| mars 2014 | 2020      | Jean-Michel Paulo   |           |         |
| 2020      | En cours  | Stéphane Gilmant    |           |         |

## Population et société

### Démographie ancienne
La population est exprimée en nombre de feux (f) ou d'habitants (H).
| 1365 | 1378 | 1470 | 1515 | 1553 | 1709 | 1720 | 1767  | 1774  |
| ---- | ---- | ---- | ---- | ---- | ---- | ---- | ----- | ----- |
| 26 f | 11 f | 21 f | 15 f | 12 f | 80 f | 60 f | 491 H | 101 f |

| 1789 | - | - | - | - | - | - | - | - |
| ---- | - | - | - | - | - | - | - | - |
| 98 f | - | - | - | - | - | - | - | - |

### Démographie contemporaine
L'évolution du nombre d'habitants est connue à travers les recensements de la population effectués dans la commune depuis 1793. Pour les communes de moins de 10 000 habitants, une enquête de recensement portant sur toute la population est réalisée tous les cinq ans, les populations de référence des années intermédiaires étant quant à elles estimées par interpolation ou extrapolation. Pour la commune, le premier recensement exhaustif entrant dans le cadre du nouveau dispositif a été réalisé en 2005.

En 2022, la commune comptait 201 habitants, en évolution de +11,67 % par rapport à 2016 (Pyrénées-Orientales : +3,92 %, France hors Mayotte : +2,11 %).
| 1793 | 1800 | 1806 | 1821 | 1831 | 1836 | 1841 | 1846 | 1851 |
| ---- | ---- | ---- | ---- | ---- | ---- | ---- | ---- | ---- |
| 473  | 491  | 557  | 606  | 641  | 636  | 654  | 591  | 517  |

| 1856 | 1861 | 1866 | 1872 | 1876 | 1881 | 1886 | 1891 | 1896 |
| ---- | ---- | ---- | ---- | ---- | ---- | ---- | ---- | ---- |
| 537  | 521  | 517  | 508  | 511  | 459  | 460  | 434  | 379  |

| 1901 | 1906 | 1911 | 1921 | 1926 | 1931 | 1936 | 1946 | 1954 |
| ---- | ---- | ---- | ---- | ---- | ---- | ---- | ---- | ---- |
| 403  | 412  | 414  | 325  | 330  | 320  | 276  | 266  | 248  |

| 1962 | 1968 | 1975 | 1982 | 1990 | 1999 | 2005 | 2006 | 2010 |
| ---- | ---- | ---- | ---- | ---- | ---- | ---- | ---- | ---- |
| 227  | 196  | 154  | 143  | 124  | 135  | 143  | 146  | 192  |

| 2015 | 2020 | 2022 | - | - | - | - | - | - |
| ---- | ---- | ---- | - | - | - | - | - | - |
| 185  | 200  | 201  | - | - | - | - | - | - |

| selon la population municipale des années : | 1968 | 1975 | 1982 | 1990 | 1999 | 2006 | 2009 | 2013 |
| Rang de la commune dans le département      | 146  | 131  | 147  | 156  | 157  | 159  | 151  | 146  |
| Nombre de communes du département           | 232  | 217  | 220  | 225  | 226  | 226  | 226  | 226  |

### Enseignement
Il n'y a pas d'école à Finestret.

### Manifestations culturelles et festivités
- Fête patronale : 31 décembre[37] ;
- Fête communale : 16 et 17 octobre[37].

## Économie

### Revenus
En 2018, la commune compte 105 ménages fiscaux, regroupant 199 personnes. La médiane du revenu disponible par unité de consommation est de 20 320 € (19 350 € dans le département).

### Emploi
|                | 2008   | 2013   | 2018   |
| -------------- | ------ | ------ | ------ |
| Commune        | 9 %    | 9,1 %  | 9,2 %  |
| Département    | 10,3 % | 12,9 % | 13,3 % |
| France entière | 8,3 %  | 10 %   | 10 %   |

En 2018, la population âgée de 15 à 64 ans s'élève à 110 personnes, parmi lesquelles on compte 69,2 % d'actifs (60 % ayant un emploi et 9,2 % de chômeurs) et 30,8 % d'inactifs,. En  2018, le taux de chômage communal (au sens du recensement) des 15-64 ans est inférieur à celui de la France et du département, alors qu'en 2008 il était supérieur à celui de la France.
La commune fait partie de la couronne de l'aire d'attraction de Perpignan, du fait qu'au moins 15 % des actifs travaillent dans le pôle,. Elle compte 20 emplois en 2018, contre 22 en 2013 et 13 en 2008. Le nombre d'actifs ayant un emploi résidant dans la commune est de 68, soit un indicateur de concentration d'emploi de 29,3 % et un taux d'activité parmi les 15 ans ou plus de 46,2 %.
Sur ces 68 actifs de 15 ans ou plus ayant un emploi, 9 travaillent dans la commune, soit 14 % des habitants. Pour se rendre au travail, 90,5 % des habitants utilisent un véhicule personnel ou de fonction à quatre roues, 4,1 % les transports en commun, 2,7 % s'y rendent en deux-roues, à vélo ou à pied et 2,7 % n'ont pas besoin de transport (travail au domicile).

### Activités hors agriculture

#### Secteurs d'activités
14 établissements sont implantés  à Finestret au 31 décembre 2019.
Le secteur du commerce de gros et de détail, des transports, de l'hébergement et de la restauration est prépondérant sur la commune puisqu'il représente 42,9 % du nombre total d'établissements de la commune (6 sur les 14 entreprises implantées  à Finestret), contre 30,5 % au niveau départemental.

### Agriculture
|               | 1988 | 2000 | 2010 | 2020 |
| ------------- | ---- | ---- | ---- | ---- |
| Exploitations | 30   | 9    | 9    | 2    |
| SAU (ha)      | 222  | 79   | 22   | 11   |

La commune est dans le Conflent, une petite région agricole occupant le centre-ouest du département des Pyrénées-Orientales. En 2020, l'orientation technico-économique de l'agriculture  sur la commune est la culture de fruits ou d'autres cultures permanentes. Deux exploitations agricoles ayant leur siège dans la commune sont dénombrées lors du recensement agricole de 2020 (30 en 1988). La superficie agricole utilisée est de 11 ha,,.

## Culture locale et patrimoine

### Monuments et lieux touristiques

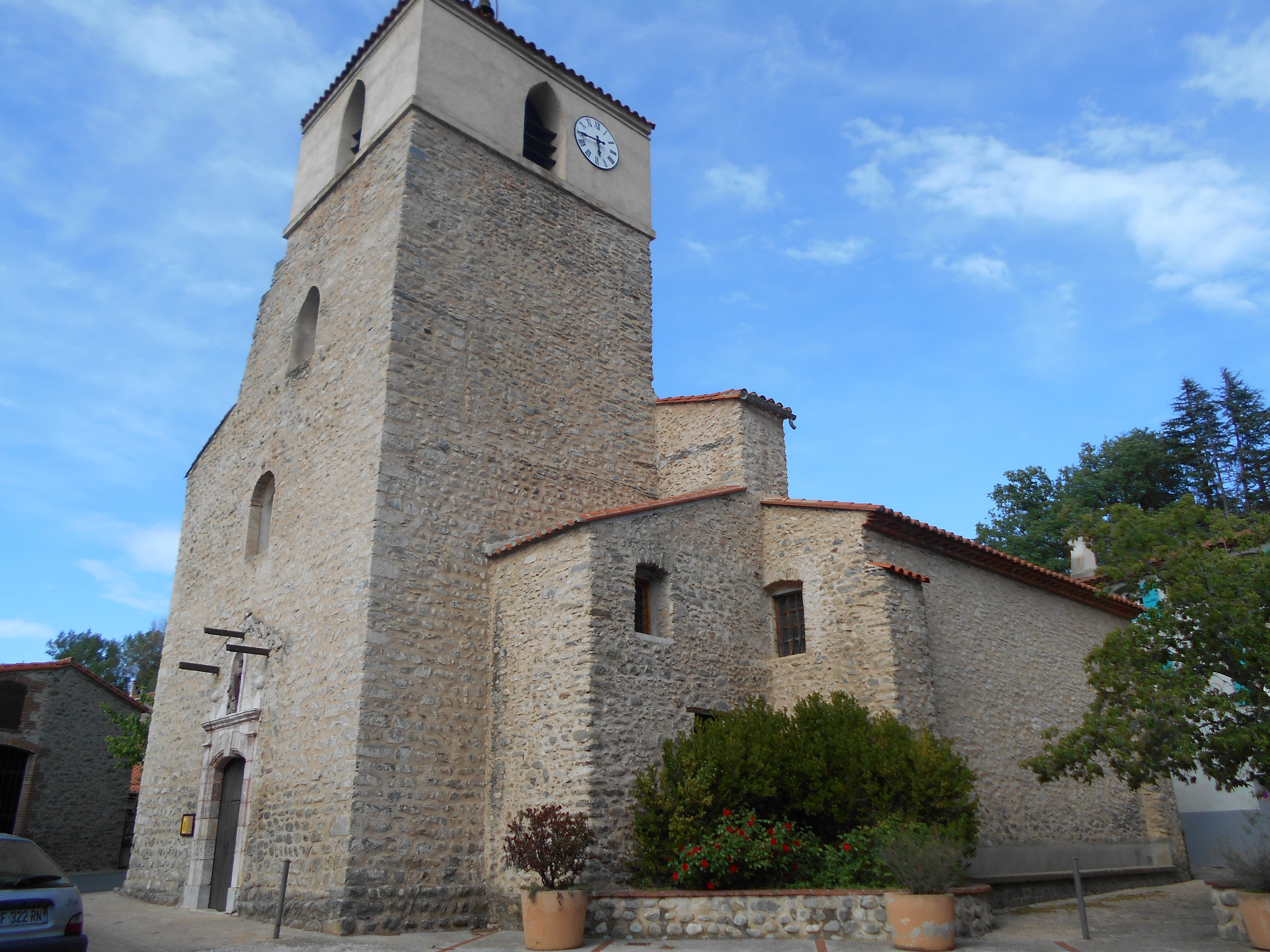
Église Sainte-Colombe

- Église Sainte-Colombe : église romane remaniée du XVe siècle au XVIIIe siècle[41].

### Culture populaire
Littérature
- Louis Codet, « Le Tuilier de Finestret (conte) », Les Nouvelles littéraires,‎ 12 avril 1924, p. 5 (lire en ligne)